# Anders Blad
Anders Blad, född 2 januari 1748 i Vasa, död 14 september 1834 i Stockholm, var en svensk läkare och numismatiker. Han var son till Johan Bladh och bror till Peter Johan Bladh.

## Biografi
Blad blev student vid Kungliga Akademien i Åbo 1763 och vid Uppsala universitet 1765, samt fortsatte 1769 studierna vid Collegium medicum i Stockholm. 1775 blev han medicine doktor. Blad verkade från 1774 som fattigläkare i Klara och Kungsholmens församlingar och utövades 1787-89 läkartillsyn över Sabbatsbergs brunn och fattighusinrättning. Han skickades 1789 till Karlskrona i samband med epidemin bland flottans manskap. 1795 blev Blad tillförordnad stadsfysikus i Stockholm och 1798 läkare vid den Strandbergska läkarinrättningen. Han erhöll 1813 professors namn, blev 1817 hedersledamot av sundhetskollegiet och åtnjöt från 1820 på grund av hög ålder och långvarig tjänst tjänstefrihet från sin befattning vid Strandbergska läkarinrättningen med halva lönen och från 1826 pension med 125 riksdaler banko i pension.
Anders Blad var nära vän till Carl Michael Bellman och Märk hur vår skugga är tillägnad honom; de var även ordensbröder inom Coldinuorden vid samma tidpunkt. Blad var en intresserad historiker och samlare av antikviteter och mynt. Hans kunskaper om orientaliska mynt förlänade honom 1794 en belöning på 15 dukater från Vitterhetsakademien. Då han 1811 blev medlem av Vitterhetsakademien handlade hans inträdestal om nya jordfynd. Sin myntsamling sålde han på äldre dar till universitetet i Helsingfors. 1829 avböjde han att promoveras till jubeldoktor av Carl Peter Thunberg som då kallades den ende ungdomsvän, jag har i livet här på orten. Samma år deltog han dock vid invigningen av Bellmansbysten på Djurgården, och lät 1832 inskriva sig i det av Gustaf Johan Billberg instiftade Linnéska samfundet, där han som lärjunge till Linné befriades från alla avgifter. År 1834 avled han i koleraepidemin som härjade det året. Han är begravd på Norra begravningsplatsen.